# Microcythere howei
Microcythere howei är en kräftdjursart som först beskrevs av H.S. Puri 1954.  Microcythere howei ingår i släktet Microcythere och familjen Microcytheridae. Inga underarter finns listade i Catalogue of Life.